# Gran Premi de la indústria i el comerç artesanal de Carnago
El Gran Premi de la indústria i el comerç artesanal de Carnago (en italià Gran Premio Industria e Commercio Artigianato Carnaghese) és una cursa ciclista italiana d'un sol dia, que es disputa a Carnago, a la província de Varese, Llombardia.
Es disputa des de 1972 i des del 1991 és oberta als professionals. El 2005 s'integrà a l'UCI Europe Tour, amb una categoria 1.1. El 2013 surt del calendari europeu i passa a ser una cursa nacional per a menors de 23 anys i categoria elit. L'edició del 2020 no es va disputar per la pandèmia de COVID-19.

## Palmarès
| Any  | Vencedor            | Segon              | Tercer                |           |
| ---- | ------------------- | ------------------ | --------------------- | --------- |
| 1972 | A. Spampinato       |                    |                       |           |
| 1973 | A. Gasparri         |                    |                       |           |
| 1974 | A. Almasio          |                    |                       |           |
| 1975 | Fausto Stiz         |                    |                       |           |
| 1976 | Gabriele Mirri      |                    |                       |           |
| 1977 | M. Magliarisi       |                    |                       |           |
| 1978 | Walter Clivati      |                    |                       |           |
| 1979 | Giancarlo Perini    |                    |                       |           |
| 1980 | Giuseppe Parente    |                    |                       |           |
| 1981 | Patrizio Gambirasio |                    |                       |           |
| 1982 | G. Cretti           |                    |                       |           |
| 1983 | M. Ghirardi         |                    |                       |           |
| 1984 | Remo Gugole         |                    |                       |           |
| 1985 | Mauro Ricciutelli   |                    |                       |           |
| 1986 | Davide Maddalena    |                    |                       |           |
| 1987 | Luigi Cantu         |                    |                       |           |
| 1988 | Eros Poli           |                    |                       |           |
| 1989 | Alberto Passera     |                    |                       |           |
| 1990 | Simone Biasci       |                    |                       |           |
| 1991 | Mirko Gualdi        | Davide Tinivella   | Maurizio Manzoni      |           |
| 1992 | Enrico Pezzetti     | Fabrizio Tarchini  | Paolo Valoti          |           |
| 1993 | Luca Scinto         | Rosario Fina       | Nicola Loda           |           |
| 1994 | Filippo Casagrande  | Gabriele Missaglia | Roberto Pistore       |           |
| 1995 | Giuseppe Tartaggia  | Ivano Zucotti      | Biagio Conte          |           |
| 1996 | Oscar Pozzi         | Gianluca Valoti    | Daniele De Paoli      |           |
| 1997 | Francesco Secchiari | Fabrizio Guidi     | Alessandro Romio      |           |
| 1998 | Gianpaolo Mondini   | Massimo Mondi      | Mirko Celestino       |           |
| 1999 | Mirko Puglioli      | Oscar Pozzi        | Gianluca Tonetti      |           |
| 2000 | Denis Lunghi        | Alberto Ongarato   | Matteo Carrara        |           |
| 2001 | Rafael Nuritdinov   | Davide Frattini    | Alessandro Guerra     |           |
| 2002 | Paolo Bossoni       | Massimiliano Mori  | Michele Gobbi         |           |
| 2003 | Michele Gobbi       | Dave Bruylandts    | Timothy Jones         |           |
| 2004 | Christian Murro     | Tiaan Kannemeyer   | Paul Crake            |           |
| 2005 | Simon Gerrans       | Paul Crake         | Murilo Fischer        |           |
| 2006 | Félix Cárdenas      | Jakob Piil         | Kanstantsín Siutsou   |           |
| 2007 | Aurélien Passeron   | Moisés Aldape      | Niklas Axelsson       |           |
| 2008 | Francesco Ginanni   | Matteo Montaguti   | Christian Pfannberger |           |
| 2009 | Francesco Ginanni   | Daniele Callegarin | Giovanni Visconti     |           |
| 2010 | Ivan Basso          | Giairo Ermeti      | Daniele Colli         |           |
| 2011 | Giovanni Visconti   | Simone Ponzi       | Manuel Belletti       |           |
| 2012 | Diego Ulissi        | Andrea Palini      | Daniel Oss            |           |
| 2013 | Marco Prodigioso    | Giorgio Bocchiola  | Oliviero Troia        |           |
| 2014 | Marco Tizza         | Simone Bettinelli  | Andrea Vaccher        |           |
| 2015 | Leonardo Basso      | Francesco Rosa     | Nicola Gaffurini      |           |
| 2016 | Simone Consonni     | Leonardo Bonifazio | Davide Orrico         |           |
| 2017 | anul·lada           | anul·lada          | anul·lada             | anul·lada |
| 2018 | Leonardo Marchiori  | Christian Scaroni  | Giovanni Lonardi      |           |
| 2019 | Francesco Baldi     | Stefano Oldani     | Savva Novikov         |           |
| 2020 | anul·lada           | anul·lada          | anul·lada             | anul·lada |
| 2021 | Matteo Furlan       | Raul Colombo       | Luca Cavallo          |           |